# Alfred Sohn-Rethel
Alfred Sohn-Rethel, född 4 januari 1899, död 6 april 1990, var en tysk ekonom och filosof född i Frankrike, som intresserade sig mycket för epistemologi. Sohn-Rethel skrev också om relationen mellan tyska företagskoncerner och nazismen. Sohn-Rethel var son till konstnären Alfred Sohn-Rethel.

## Verk
Sohn-Rethel studerade de samtida ekonomisk-sociala nätverken vilka var gynnsamt inställda till facismen. Sohn-Rethel menade att en kompromiss mellan industrin och storbönder vid ett aktieägarmöte hos IG Farben 1932 skapade en goda förutsättningar för diktaturen.